# Querqueville
Querqueville is een plaats en voormalige gemeente in het Franse departement Manche in de regio Normandië en telt 5.116 inwoners (2016). De plaats maakt deel uit van het arrondissement Cherbourg.

## Geschiedenis
De gemeente Querqueville werd op 1 januari 2016 opgeheven en het werd commune déléguée van de op die dag gevormde commune nouvelle Cherbourg-en-Cotentin.
Op 5 maart 2020 werd het kanton Équeurdreville-Hainneville, waar Querqueville deel van uitmaakte, hernoemd naar kanton Cherbourg-en-Cotentin-4, naar de huidige hoofdplaats.

## Geografie
De oppervlakte van Querqueville bedraagt 5,6 km², de bevolkingsdichtheid is 918,8 inwoners per km².
De onderstaande kaart toont de ligging van Querqueville met de belangrijkste infrastructuur en aangrenzende gemeenten.

## Demografie
Onderstaande figuur toont het verloop van het inwonertal (bron: INSEE-tellingen).

Cherbourg · Équeurdreville · La Glacerie · Hainneville · Octeville · Querqueville · Tourlaville

Voormalige gemeenten: Cherbourg-Octeville · Équeurdreville-Hainneville